# Río Sana
El río Sana es un río en la parte noroeste de Bosnia y Herzegovina, un afluente del río Una, al que afluye cerca de Novi Grad. Es el más largo de los nueve ríos que fluyen a través de Sanski Most. 